# Gilmanton (New Hampshire)
Gilmanton – miasto w Stanach Zjednoczonych, w stanie New Hampshire, w hrabstwie Belknap.